# Cole Palmer
Cole Jermaine Palmer (Wythenshawe, 6 mei 2002) is een Engels voetballer die doorgaans als middenvelder speelt. Hij tekende in september 2023 bij Chelsea. Palmer debuteerde in 2023 in het Engels voetbalelftal.

## Clubcarrière
Palmer is een jeugdproduct van Manchester City. In het seizoen 2020/21 speelde hij zijn eerste officiële minuten in het eerste elftal van de club: op 30 september 2020 kreeg hij een basisplaats in de League Cup-wedstrijd tegen Burnley FC, een wedstrijd die City met 0-3 won. Een maand later maakte Palmer ook zijn Europese debuut: in de Champions League-groepswedstrijd tegen Olympique de Marseille viel hij in de 82e minuut in voor Kevin De Bruyne. In juni 2021 werd het contract van Palmer verlengd tot 2026.
In het seizoen 2021/22 kreeg hij al vroeg in het seizoen nieuwe kansen van trainer Pep Guardiola. In de FA Community Shield, die City met 1-0 verloor van Leicester City, kreeg hij een basisplaats en werd hij in de 74e minuut vervangen door Bernardo Silva. Op 21 augustus 2021 maakte hij ook zijn officiële debuut in de Premier League: op de tweede competitiespeeldag liet Guardiola hem tegen Norwich City in de 69e minuut invallen voor İlkay Gündoğan. Dag op dag een maand later scoorde hij in de League Cup-wedstrijd tegen Wycombe Wanderers (6-1-winst) zijn eerste doelpunt voor City. Op 16 oktober 2021 scoorde Palmer een hattrick voor de U23 van Manchester City in de Premier League 2-wedstrijd tegen de U23 van Leicester City, nauwelijks enkele uren nadat hij in de Premier League kort was ingevallen tegen Burnley FC. Drie dagen later opende hij tegen Club Brugge ook zijn doelpuntenrekening in de Champions League. Op 7 januari 2022 scoorde Palmer bij zijn FA Cup -debuut in een 4-1 uitoverwinning op League Two- team Swindon Town . 
Palmer zag een grotere betrokkenheid tijdens het seizoen 2022-23 , hoewel hij nog steeds regelmatig als invaller optrad. Zijn 14 optredens in de Premier League droegen echter bij aan de titelwinnende campagne van Manchester City, waarmee hij de titel claimde. Op 18 maart 2023 scoorde hij het vijfde doelpunt van het team in een dominante prestatie tegen Burnley tijdens de kwartfinales van de FA Cup . Palmer maakte ook vier optredens tijdens City's UEFA Champions League-winnende reeks. 
Op 6 augustus 2023 scoorde Palmer het eerste doelpunt in de FA Community Shield van 2023 tegen Arsenal , nadat hij in de tweede helft als invaller Erling Haaland was komen vervangen .  Arsenal scoorde echter in de blessuretijd en won de wedstrijd uiteindelijk via strafschoppen  Tien dagen later scoorde Palmer de gelijkmaker in de UEFA Super Cup van 2023 tegen Sevilla , die Manchester City met 5-4 won via strafschoppen nadat de wedstrijd in 1-1 was geëindigd, in wat zijn laatste optreden voor de club zou zijn.

## Clubstatistieken
| Seizoen     | Club            | Competitie     | Competitie | Competitie | Competitie | Beker | Beker | Beker | Europa | Europa | Europa | Totaal | Totaal | Totaal |
| Seizoen     | Club            | Competitie     | Wed.       | Dlp.       | Ass.       | Wed.  | Dlp.  | Ass.  | Wed.   | Dlp.   | Ass.   | Wed.   | Dlp.   | Ass.   |
| ----------- | --------------- | -------------- | ---------- | ---------- | ---------- | ----- | ----- | ----- | ------ | ------ | ------ | ------ | ------ | ------ |
| 2020/21     | Manchester City | Premier League | 0          | 0          | 0          | 1     | 0     | 0     | 1      | 0      | 0      | 2      | 0      | 0      |
| 2021/22     | Manchester City | Premier League | 4          | 0          | 0          | 4     | 2     | 1     | 3      | 1      | 0      | 11     | 3      | 1      |
| 2022/23     | Manchester City | Premier League | 14         | 0          | 1          | 7     | 1     | 0     | 4      | 0      | 0      | 25     | 1      | 1      |
| 2023/24     | Manchester City | Premier League | 1          | 0          | 0          | 1     | 1     | 0     | 1      | 1      | 0      | 3      | 2      | 0      |
| Club Totaal | Club Totaal     | Club Totaal    | 19         | 0          | 1          | 13    | 4     | 1     | 9      | 2      | 0      | 41     | 6      | 2      |
| 2023/24     | Chelsea         | Premier League | 33         | 22         | 11         | 12    | 3     | 4     | -      | -      | -      | 45     | 25     | 15     |
| Club Totaal | Club Totaal     | Club Totaal    | 33         | 22         | 11         | 12    | 3     | 4     | 0      | 0      | 0      | 45     | 25     | 15     |
| TOTAAL      | TOTAAL          | TOTAAL         | 52         | 22         | 12         | 25    | 7     | 5     | 9      | 2      | 0      | 86     | 31     | 17     |

Bijgewerkt op 24 augustus 2022.

## Interlandcarrière
Palmer nam in 2019 met de Engelse U17 deel aan het EK onder 17 in Ierland. Hij kreeg er een basisplaats in de groepswedstrijden tegen Frankrijk, Nederland en Zweden. Palmer debuteerde op 17 november 2023 in het eerste elftal van Engeland, als vervanger van Marcus Rashford in het EK-kwalificatieduel met Malta (2–0). Zijn eerste interlanddoelpunt maakte hij op 3 juni 2024, bij een 3–0 oefenzege tegen Bosnië en Herzegovina. Hij werd drie dagen later door bondscoach Gareth Southgate opgenomen in de Engelse selectie voor het EK 2024 in Duitsland. Engeland bereikte de finale, die het met 2–1 verloor van Spanje. Palmer kwam op het toernooi in vijf wedstrijden als invaller in actie en maakte een doelpunt in de finale en in de halve finale tegen het Nederlands voetbalelftal gaf Palmer een assist op Ollie Watkins waardoor de wedstrijd werd gewonnen met 2-1.

## Erelijst
Manchester City
- Premier League: 2022/23
- FA Cup: 2022/23
- UEFA Champions League: 2022/23
- UEFA Super Cup: 2023

 Chelsea
- UEFA Conference League: 2024/25
- FIFA Club World Cup: 2025

 Engeland onder 21
- UEFA EK onder 21: 2023